# بوچه (شهر)
شهر بوچه (به روسی: Буче) در کشور مونته‌نگرو واقع شده‌است. جمعیت این شهر ۱٬۰۰۰ نفر است.